# ティル (潜水艦)
ティル (USS Tiru, SS-416) は、アメリカ海軍の潜水艦。バラオ級潜水艦の一隻。艦名は地中海、バミューダ、カリブ海に生息するエソの一種であるアトランティック・リザードフィッシュのイタリア語名に因んで命名された。

## 艦歴
ティルは1944年4月17日にカリフォルニア州ヴァレーホのメア・アイランド海軍造船所で起工したが、太平洋戦争の終結に伴い潜水艦建造計画の削減が行われ、建造が3年間停止された。1947年の秋に海軍はティルの建造再開を決定し、GUPPY 改修が行われることとなった。同改修は海軍の戦訓およびドイツのUボートの技術を元にした改良が組み込まれた。
ティルは1947年9月16日にクロムウエル夫人（スカルピン (USS Sculpin, SS-191) 艦長であったジョン・P・クロムウエル大佐の未亡人）によって命名、進水し、1948年9月1日に艦長チャールズ・N・G・ヘンドリックス中佐の指揮下就役する。
就役後は西海岸で訓練および公試を行い、1949年2月10日にハワイへ向かう。真珠湾を母港として第12潜水戦隊 (SubRon 12) に所属したティルは、ハワイ海域で1年半の間作戦活動に従事、その後12日間をかけて真珠湾から西海岸までシュノーケルを使用した巡航を行い、1950年6月27日にサンディエゴに到着した。
1951年6月9日にティルは極東に向けて出航し、最初の西太平洋配備に就く。アジア海域では、朝鮮戦争での作戦活動に従事する国連軍の支援を担当した。11月26日に横須賀を出航し、12月6日に真珠湾に到着した。ティルは1952年2月24日までハワイ海域で活動し、その後2度目の太平洋配備に向かう。
1952年から1959年までティルはさらに4度の西太平洋配備に就き、対潜水艦戦訓練のための沿岸活動および定期的な訓練に従事した。7回目の西太平洋配備では第7艦隊と共に活動し、1959年4月17日まで行われた。
ティルはオーバーホールのため真珠湾に帰還し、1959年5月4日に GUPPY III 近代化改修のため入渠した。この改修により、艦の外観は以前とは異なったものとなった。船体は12フィート (3.6 m) 延長され、以前のものより5フィート高い新型の司令塔も装着された。加えてファイバーグラス製のセイルも取り付けられた。内部には新型のソナーが装着され、艦砲は能力が増強された。1959年の大晦日にティルはオーバーホールを終え、新たな艦となった。
1960年1月1日から11月10日までティルは FRAM / GUPPY III 改修の能力実証試験を行う。試験後ティルは11月10日に真珠湾を出航し、第7艦隊配備に就く。8度目の西太平洋巡航を完了後、ティルは1961年5月10日に真珠湾に帰還した。
その後1962年の前半までティルは母港からの沿岸活動に従事した。3月から4月にかけて再び西太平洋に展開し、5月3日にハワイ海域に帰還する。翌月ティルは空母任務部隊と共に対潜水艦戦演習に従事した。ティルは水雷演習も行ったものの、事故により魚雷室後方のコンパートメントを大きく破損し、有毒ガスにより乗員18名が負傷した。迅速な対処により重大な結果を防ぐことに成功し、士官1名と兵員3名が海軍・海兵隊メダルを受章した。
ティルは1965年を通じてもう3回の西太平洋配備を完了し、その後沿岸活動を再開する。1965年12月6日に広範囲オーバーホールに入り、シュノーケル操作中の雑音低減システムが装備された。また、艦内部の改修により戦闘能力および居住性が向上した。作業完了後1966年6月14日から海上公試が始められ、ハワイを出港しワシントン州キーポートの海軍水雷ステーションで兵装の調整および試験が行われた。ティルは7月9日に西海岸を出航し、ハワイ海域に向かう。9日後、真珠湾で配備前の準備が始められた。
ハワイからの16日間の巡航後、ティルは10月12日にオーストラリアのブリスベンに入港する。その3日後にオーストラリア、イギリス、ニュージーランド各国の海軍艦艇と共に珊瑚海での対潜水艦戦演習に参加した。9日間にわたって行われた演習では、空母任務部隊および駆逐艦任務部隊に対する偵察哨戒、攻撃が行われ。ティルは10月26日にブリスベンに帰還した。
11月2日、ティルはフィリピンのスービック湾に向けて出航した。ある日ティルはフレデリック礁で座礁する。不安な2日間の昼夜、ティルは自力で離礁しようと試みたものの、その試みは無駄に終わった。11月6日に民間のタグボート、カーロックおよびオーストラリア海軍の駆逐艦ヴェンデッタ (HMAS Vendetta, D-08) が救助に到着した。2隻の船は第7艦隊の士官の指揮の下、救助作業を開始した。ティルは無事救助されブリスベンに帰還、サウスブリスベン・ドックヤード社の乾ドックに入渠し、緊急修理が行われた。
ソナードームおよび船体外殻、竜骨への応急修理後、ティルは慎重にオーストラリアから横須賀のアメリカ海軍艦船修理施設まで航海した。途中グアムで潜水母艦プロテウス (USS Proteus, AS-19) の横で食糧を補給し、新たな乗組員を乗艦させた。横須賀には11月29日に到着し、ティルは乾ドックに入渠、修理および信頼性試験が行われた。
修理が完了するとティルは1967年1月9日に横須賀を出航、韓国の鎮海湾に向かった。途中岩国基地の哨戒機部隊に対して支援を行う。1月15日から17日にかけて韓国海軍の対潜部隊との活動を行い、ティルは1月22日に横須賀に帰還、維持作業に入る。2月7日から3月20日までティルは特別作戦に従事し、続いてベトナムのヤンキー・ステーション配備前の準備を行った。その後国民党軍との対潜演習に従事し、再び岩国基地の哨戒機部隊支援を行う。ティルは5月15日にハワイに帰還した。
1967年の残りは真珠湾からの沿岸活動に従事し、1968年は第7潜水戦隊第72潜水艦部隊および第5潜水小艦隊の1艦として活動した。5月16日に第7艦隊の指揮下に転属となり、母港は横須賀に変更された。ベトナムの戦闘海域における巡航を含んだ西太平洋における活動から10月4日に出航し、ティルは西海岸に帰還、母港はサンフランシスコに変更となり、第1潜水小艦隊、第5潜水戦隊第52潜水艦部隊の所属となった。
ティルは1969年11月12日までオーバーホールおよび沿岸での活動に従事し、その後再び西太平洋に展開した。12月6日に第7艦隊に配属となり、12月10日に横須賀に到着した。その5日後、ティルは特別作戦に従事し1970年まで活動する。
ティルはオーストラリア海軍部隊との合同演習「シーローヴァー」に参加し、西太平洋配備が完了すると帰国の途に就く。修理のための航海でグアムに接近中に、ティルは定時の夜間天候放送を受信した。それは荒天下漂流する小型ボートの捜索救助を通知する緊急警戒態勢を知らせるものであった。グアム拠点の捜索救助隊はその時点までボートを発見できずにいたが、ティルは日本人2名を含む5名の乗ったボートを発見し、波の高い夜間にもかかわらず彼らを救助した。1970年4月14日にティルがグアムに到着すると、日本領事が政府の謝意を述べるため訪れた。
真珠湾での短期停泊に続いて、ティルは5月8日にサンディエゴに到着した。沿岸での活動およびオーバーホール期間の後、1970年8月1日に大西洋艦隊に配属される。8月6日に新たな母港のサウスカロライナ州チャールストンを出航し、メキシコのアカプルコ、パナマのロッドマンを訪れ、パナマ運河を通過後ジャマイカのキングストンを訪問、9月2日にチャールストン港に到着した。同年の残りは沿岸活動、定時訓練に費やされ、それは1972年まで続いた。1972年に第6潜水小艦隊第4潜水戦隊第41潜水艦部隊に配属されたティルはカリブ海および本国東岸で活動し、1975年にかけてヨーロッパ水域で2回の配備が行われた。
1975年7月1日にティルは退役し、除籍の上トルコに売却されることが決定した。しかしながら、キプロスにおけるトルコとギリシャの対立の結果、トルコに対する武器禁輸が実施され、ティルの売却は遅れることとなった。計画段階での交渉と準備は適切であったものの、売却は成立せず、1979年7月19日にティルはハッテラス岬沖200マイルの海域で標的艦としてシルバーサイズ (USS Silversides SSN-679) によって海没処分された。